# ナヴォーナ広場

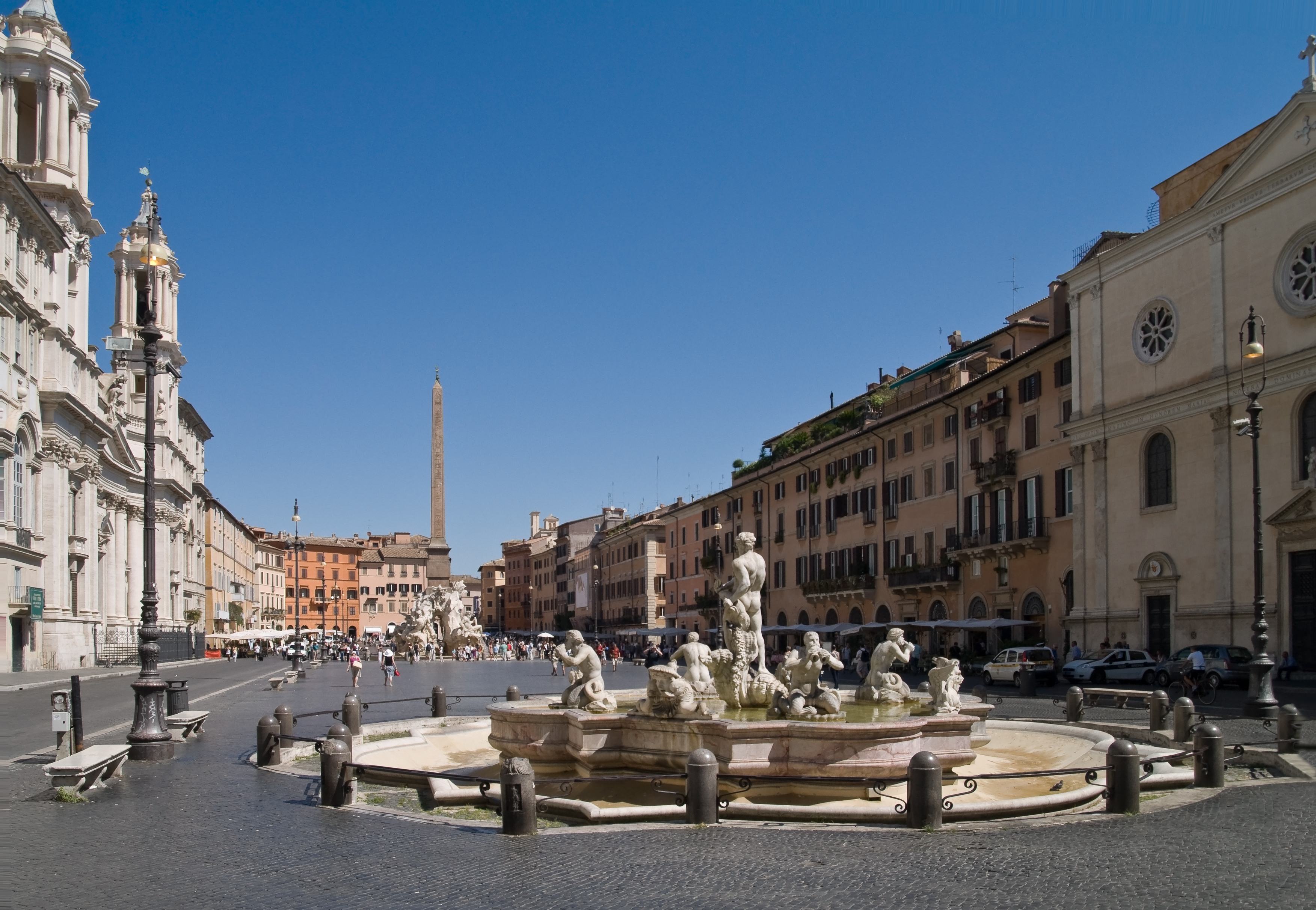
ナヴォーナ広場

ナヴォーナ広場（Piazza Navona）は、イタリア・ローマにある広場。1世紀にドミティアヌス帝が造らせたドミティアヌス競技場が元になっている。名称はキルクス・アゴニウスと呼ばれていたものが中世にはカンプス・アゴニスとなり、アゴーネ(agone) 、ナゴーナ (n'agona)、ナヴォーナ (navona) と変化して現在に至る。徒歩5分ほどのところには、ローマで一番有名とされる 朝市が開かれるカンポ・ディ・フィオーリがある。

## 四大河の噴水

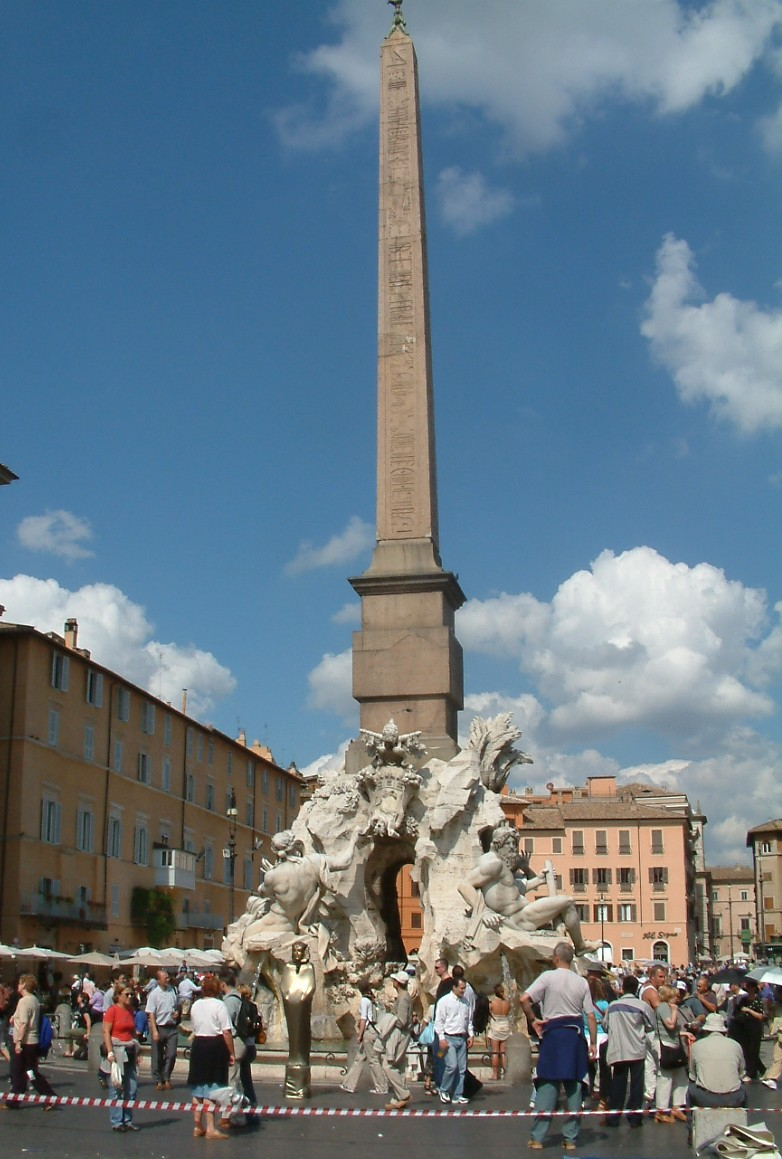
四大河の噴水（Fontana dei Quattro Fiumi）

広場中央には、4つの大河（ナイル川、ガンジス川、ドナウ川、ラプラタ川）を擬人化した彫像の噴水型のオベリスク・Fontana dei Quattro Fiumiがある。これらの彫像は、バロック時代ジャン・ロレンツォ・ベルニーニによって造られたものである。

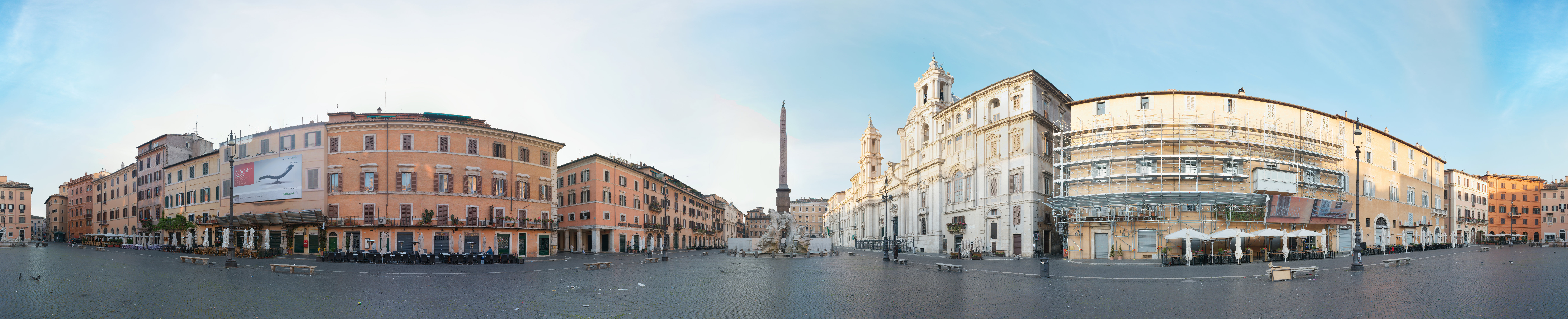
市内の広大なナヴォーナ広場

## 噴水
- 四大河の噴水（it）
- ムーア人の噴水（it）
- ネプチューンの噴水(it）

## ギャラリー

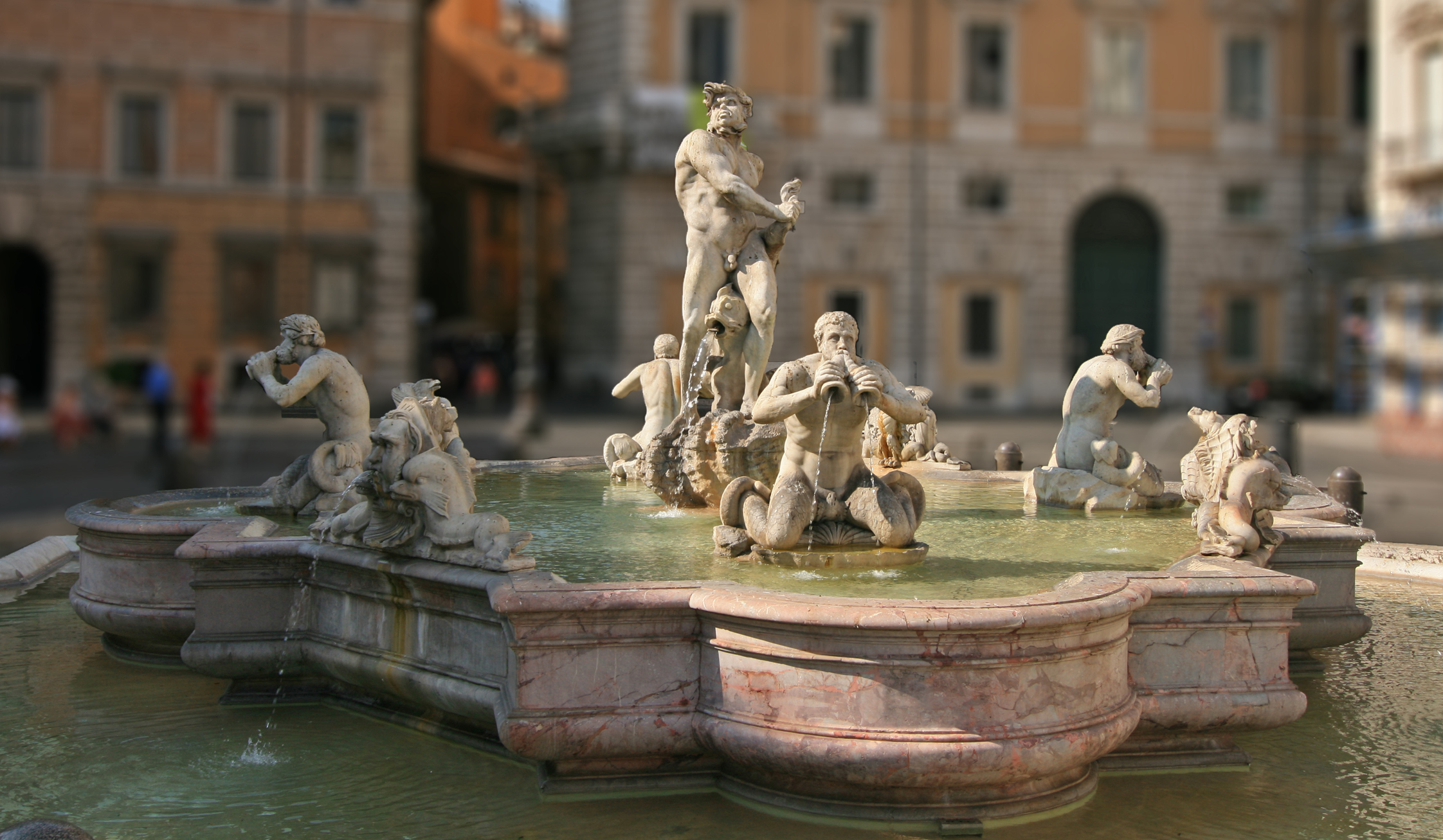
ムーア人の噴水
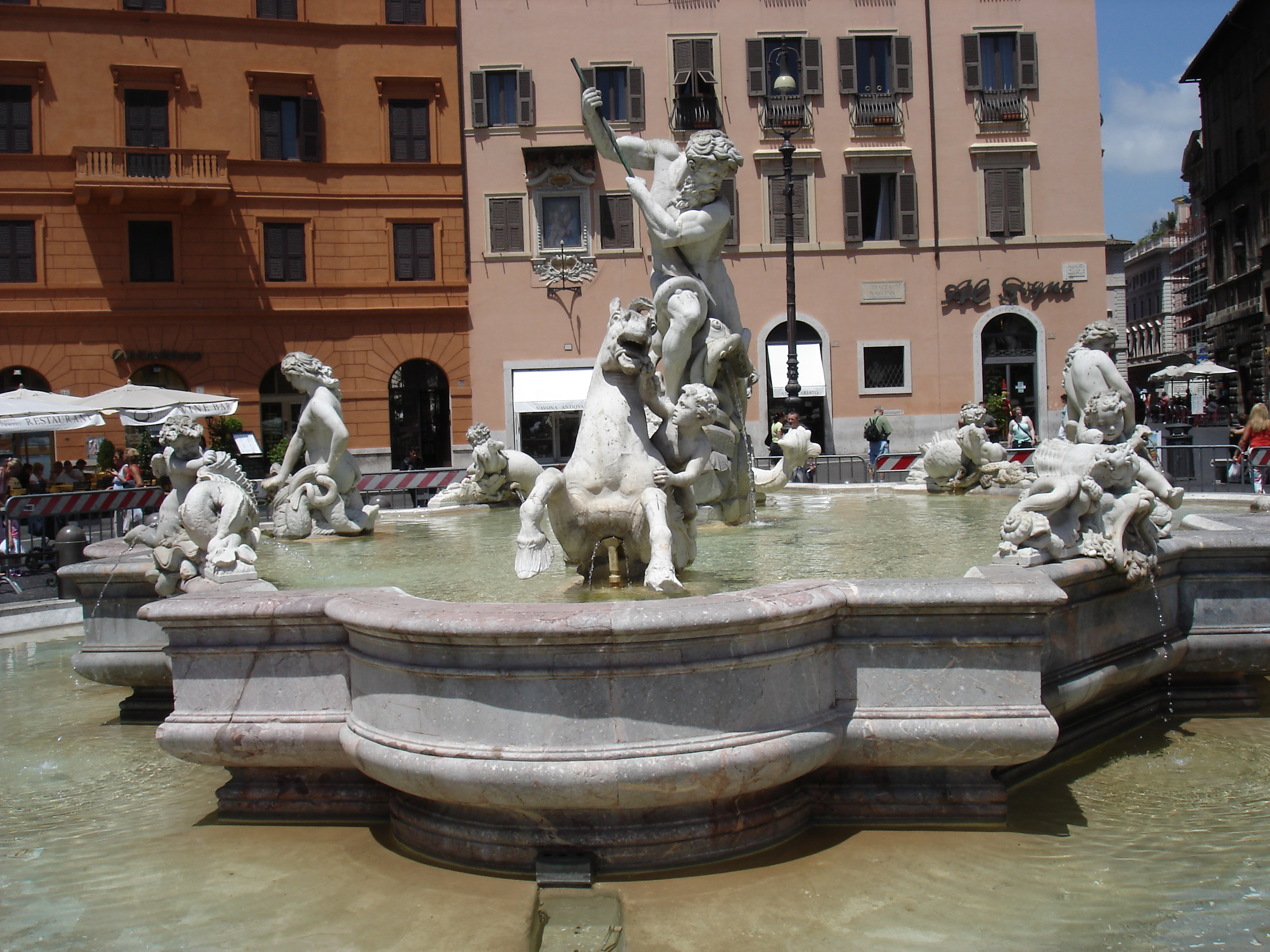
ネプチューンの噴水
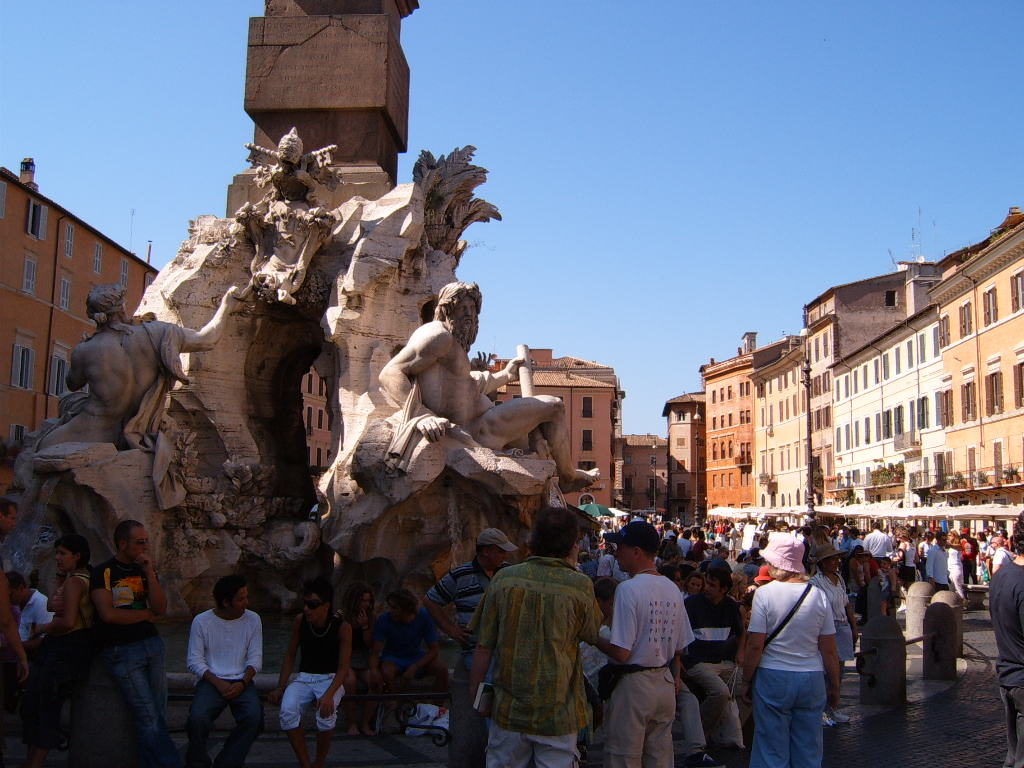
四大河の噴水